# Laruns
Laruns è un comune francese di 1 373 abitanti situato nel dipartimento dei Pirenei Atlantici nella regione della Nuova Aquitania.
Nel territorio del comune si forma, da numerosi corsi d'acqua montani, la gave d'Ossau, affluente della gave d'Oloron.

## Immagini di Laruns

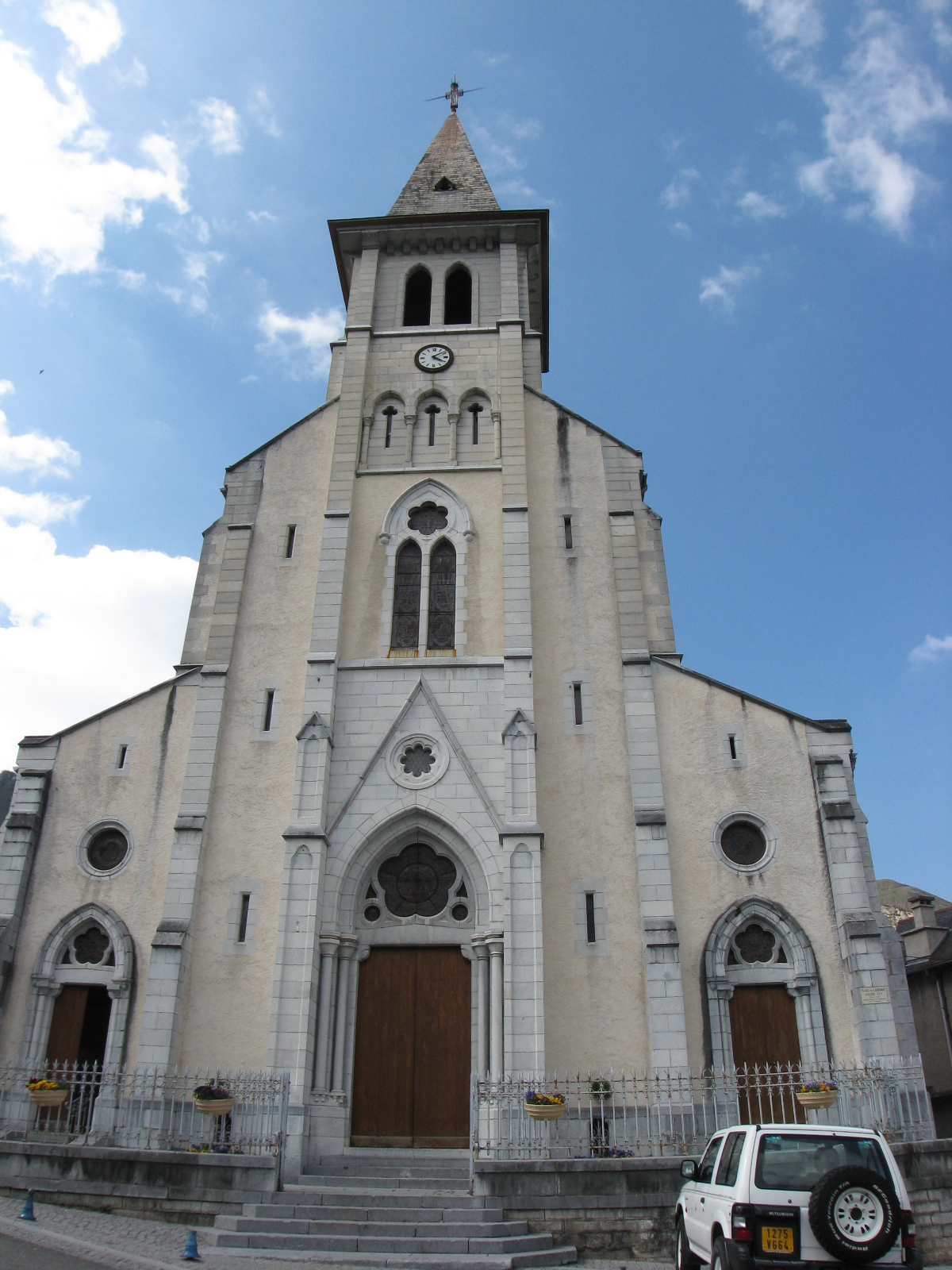
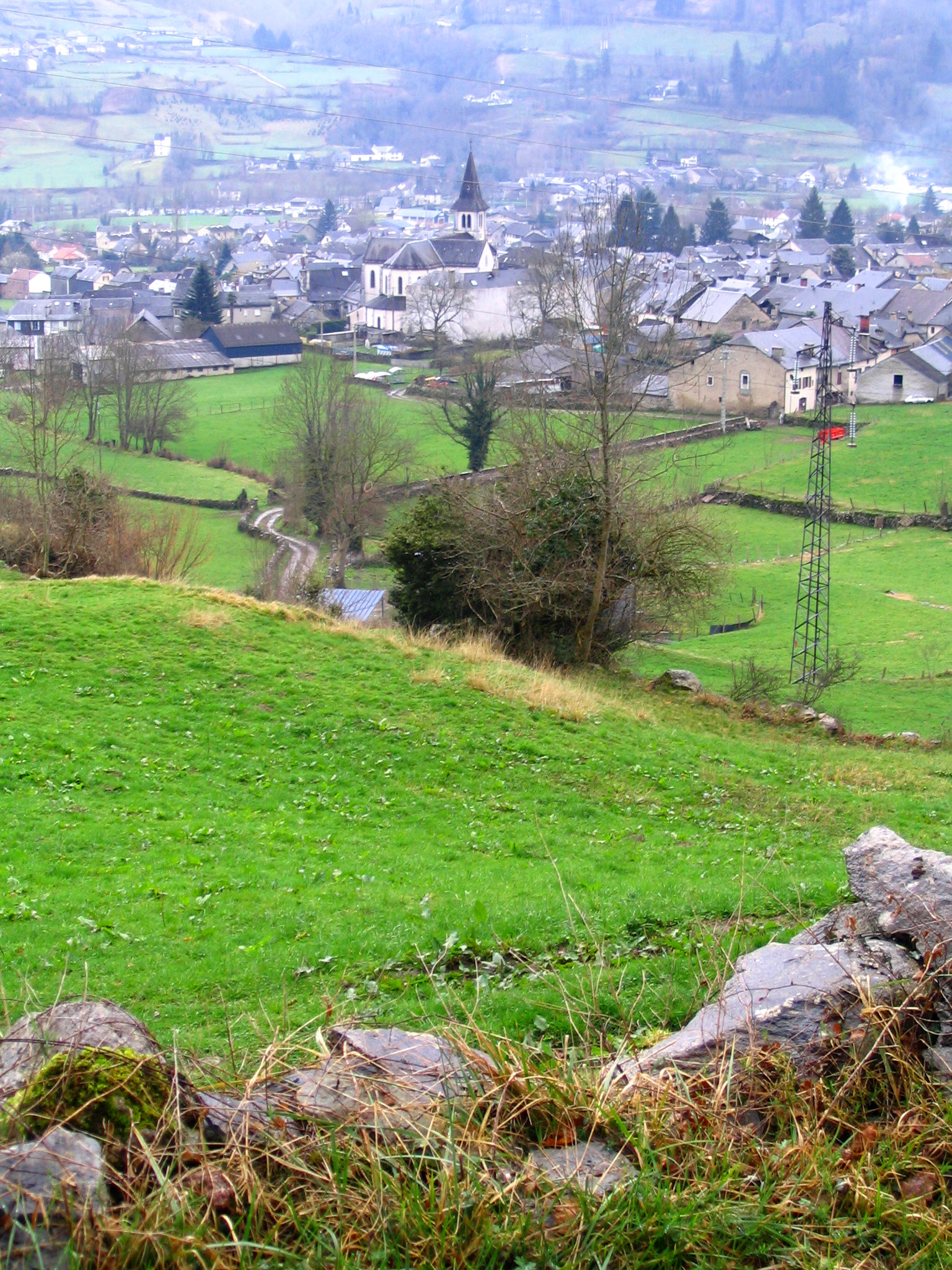
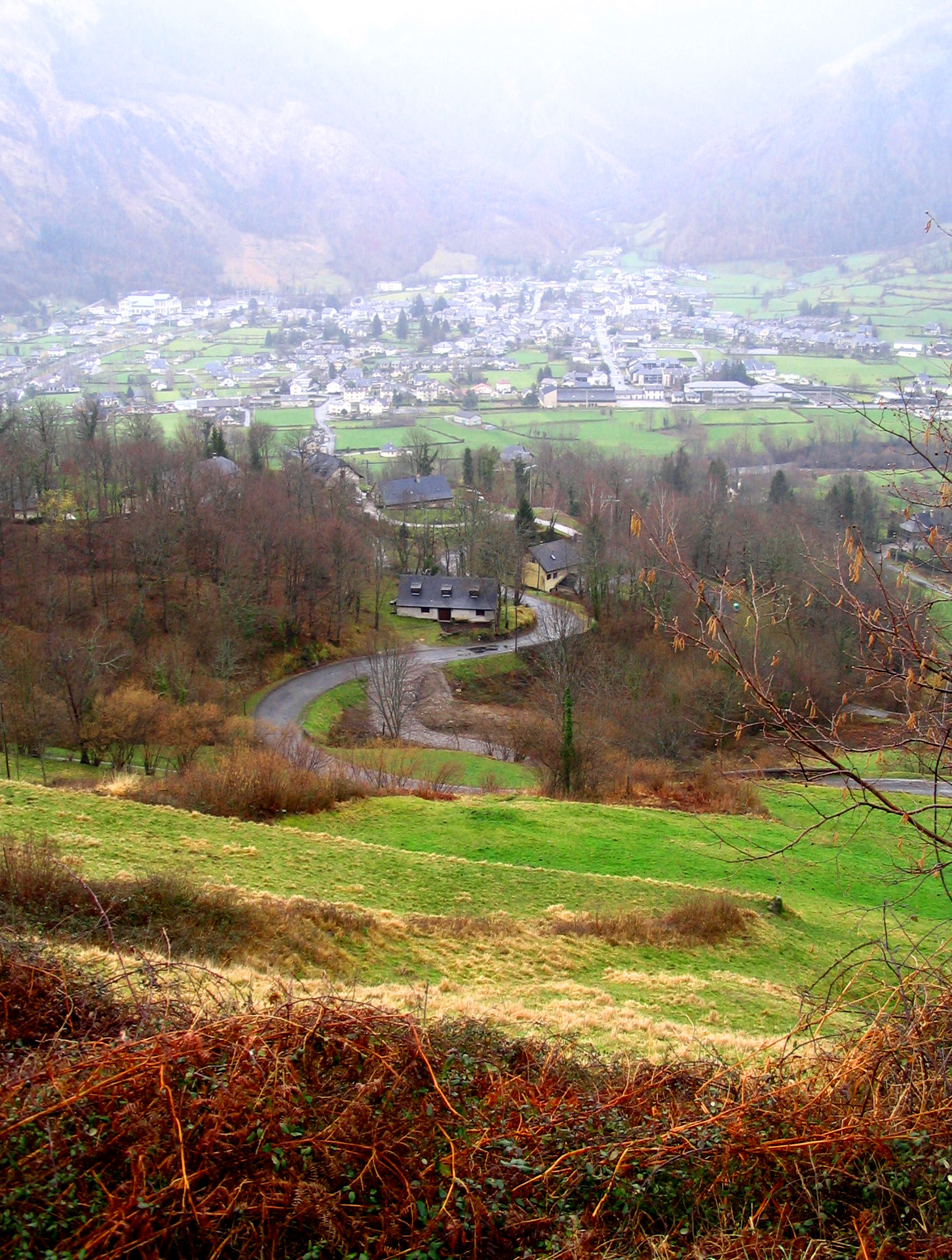
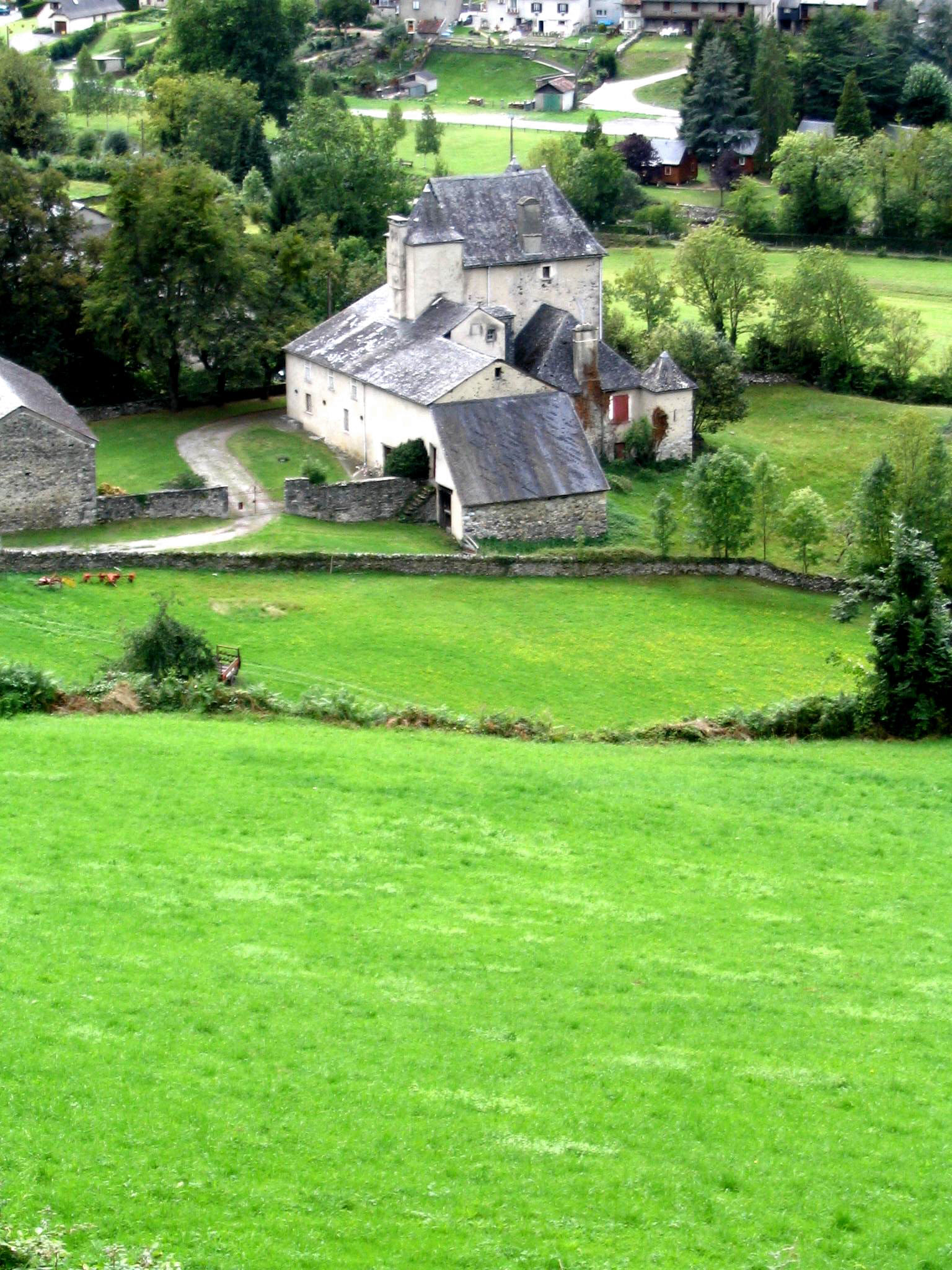
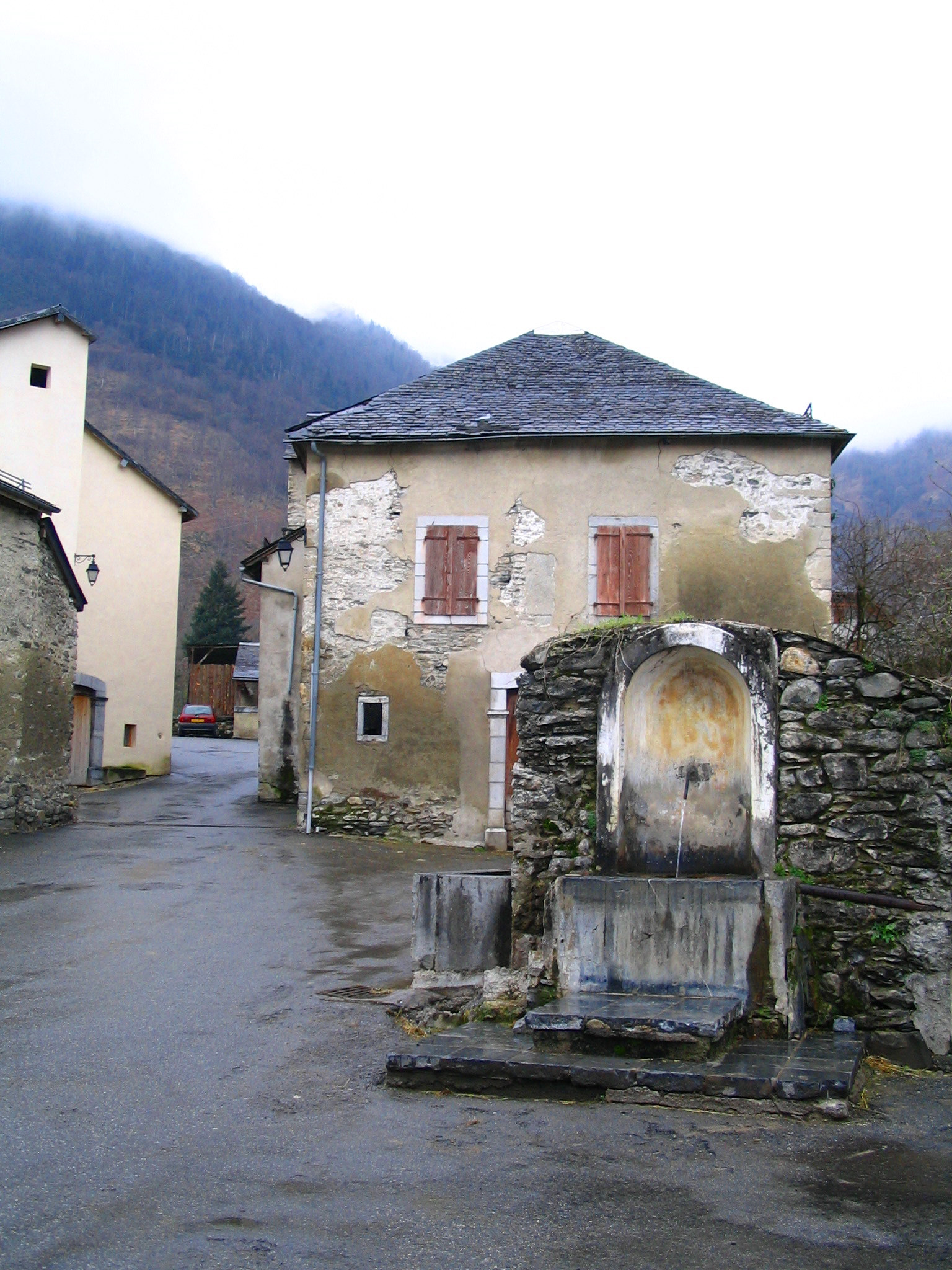
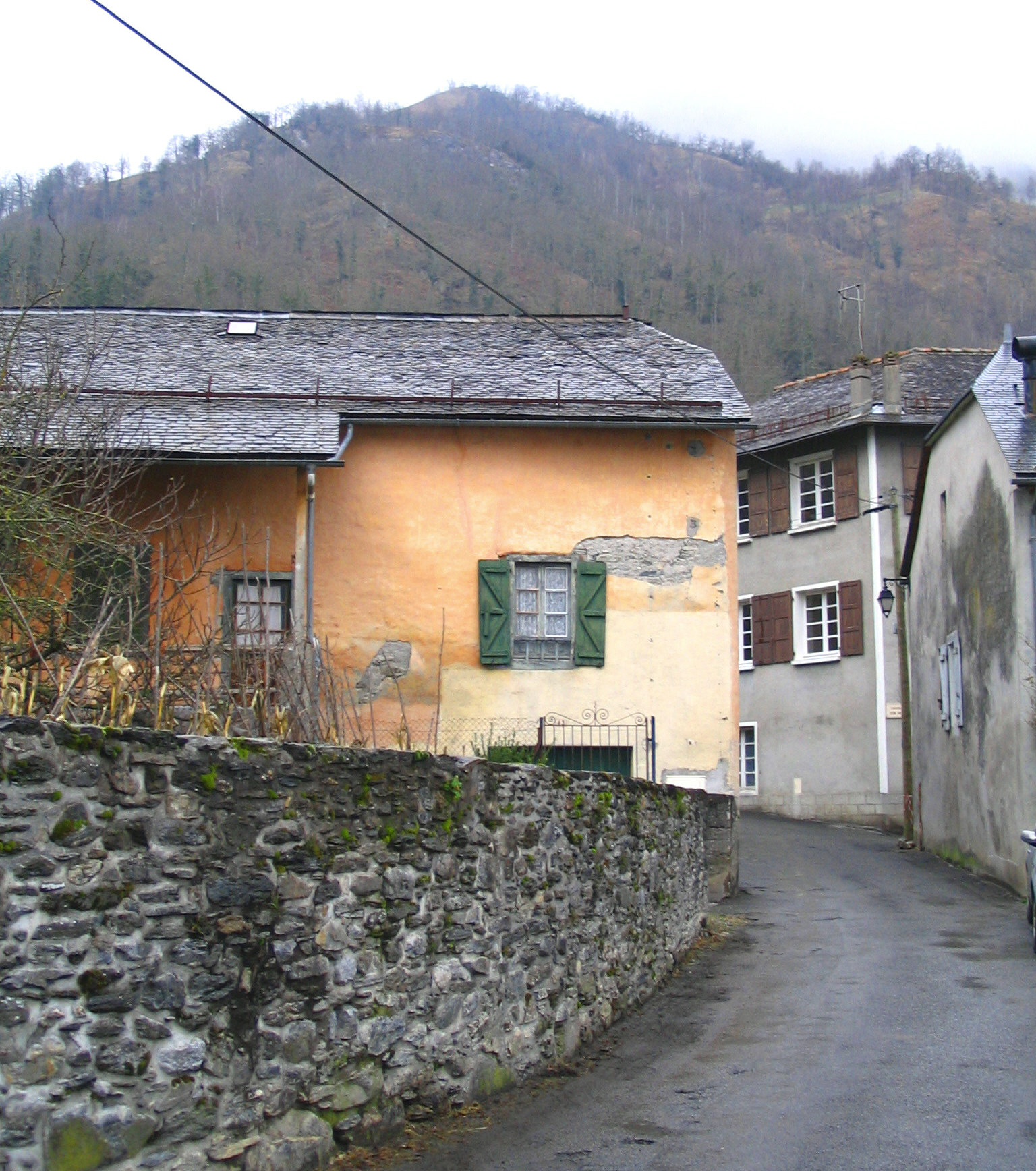

## Società

### Evoluzione demografica
Abitanti censiti